# Lobidiopteryx
Lobidiopteryx is een geslacht van vlinders van de familie spanners (Geometridae), uit de onderfamilie Larentiinae.

## Soorten
- L. antithetica Prout, 1935
- L. aurivilliusi Prout, 1935
- L. ecrinita Herbulot, 1963
- L. elgonica Herbulot, 1953
- L. eumares Prout, 1935
- L. letouzeyi Herbulot, 1978
- L. stulta Prout, 1921
- L. veninotata Warren, 1902
- L. xanthosoma Debauche, 1938